# Ruthiella saxicola
Ruthiella saxicola là loài thực vật có hoa trong họ Hoa chuông. Loài này được (P.Royen) Steenis miêu tả khoa học đầu tiên năm 1965.